# Ochotona himalayana
Il pica dell'Himalaya (Ochotona himalayana Feng, 1973) è un mammifero lagomorfo della famiglia degli Ocotonidi.
Come intuibile dal nome comune e da quello scientifico, l'animale è endemico della catena montuosa dell'Himalaya, dove colonizza le aree rocciose del versante nord-orientale, in Cina e (anche se si tratta solo di supposizioni, non supportate da prove concrete) probabilmente anche in Nepal.
Si tratta di animali molto simili ai lemming, sia morfologicamente che in determinati comportamenti: sono tuttavia solo lontanamente imparentati con questi ultimi, poiché i lemming appartengono alla tribù dei Lemmini, nell'ambito dell'ordine dei Roditori, mentre i pica fanno parte della famiglia degli Ocotonidi, nell'ambito dell'ordine Lagomorpha.

Misurano circa 20 cm di lunghezza, per un peso medio di circa 220 g: il pelo, solitamente grigiastro sul dorso e bianco sul ventre, si arricchisce di sfumature bruno-rossicce durante l'estate, che coincide col periodo riproduttivo.
Questi animali sono essenzialmente diurni, in particolare presentano picchi di attività durante le prime ore del mattino ed al crepuscolo, risultando insofferenti alle (relativamente) alte temperature delle ore centrali della giornata, che passano all'ombra di una sporgenza rocciosa o nella propria tana. Per il resto, passano il tempo prevalentemente in solitudine, procacciandosi il cibo, ammassando quello in eccesso in mucchietti da far essiccare e conservare per l'inverno, oppure a prendere il sole da luoghi sopraelevati, approfittando di questa azione per tenere d'occhio il territorio: non è infrequente, infatti, che i pica si rubino l'un l'altro i mucchietti di erba secca, azione questa che dà spesso vita a liti furibonde. Gli intrusi, così come i predatori, vengono accolti col caratteristico richiamo dei pica, ossia un lungo e lacerante fischio che ha la funzione di allertare anche altri animali nei territori adiacenti.

Hanno una dieta esclusivamente vegetariana: mentre d'estate le temperature più miti fanno sì che sia possibile per questi animali trovare cibo a sufficienza, come boccioli ed erbe, in inverno la disponibilità di cibo cala drasticamente. Non andando questi animali in letargo, essi sono costretti ad accumulare scorte di cibo durante l'estate, che verranno poi consumate durante il periodo invernale. Qualora queste dispense finiscano prima dell'arrivo della bella stagione, i pica sono costretti ad affrontare le avverse condizioni atmosferiche per cercare il nutrimento, che può consistere in qualsiasi tipo di materiale vegetale, compresi muschi e licheni.

La riproduzione avviene in primavera ed estate, quando la femmina può concepire di nuovo già una settimana dopo il parto precedente, sicché prima dell'inverno essa può svezzare con successo fino a tre nidiate: la gestazione dura infatti circa un mese, così come un mese è l'età alla quale i cuccioli vengono svezzati e divengono virtualmente indipendenti dalla madre. Ciascuna nidiata conta fino a 6 cuccioli. Un tasso di natalità tanto alto compensa una mortalità altrettanto alta: poco più del 10% dei cuccioli, infatti, riesce a passare il primo inverno, mentre l'1% o poco più riesce a passare anche il secondo.